# Oleg Polanec
Oleg Polanec hrvatski je rukometaš.
S mladom reprezentacijom 2006. osvojio je zlato na europskom prvenstvu.